# 科寧省
科寧省（województwo konińskie）是波蘭歷史上的一個省，始於1975年。1999年1月1日被併入大波蘭省。
1998年面積5,139平方公里。人口480,800人。首府科寧。